# Thamnophis fulvus
Thamnophis fulvus är en ormart som beskrevs av Bocourt 1893. Thamnophis fulvus ingår i släktet strumpebandssnokar, och familjen snokar. Inga underarter finns listade i Catalogue of Life.
Denna orm förekommer i södra Mexiko, i Guatemala, i västra Honduras och i angränsande områden av El Salvador. Arten lever i bergstrakter mellan 1600 och 3500 meter över havet. Individerna vistas nära vattenansamlingar och de simmar ofta. Habitatet utgörs av blandskogar, molnskogar, regnskogar, översvämmade gräsmarker och odlingsmark. Äggen kläcks inuti honans kropp så att levande ungar föds.
Regionalt hotas beståndet när vattenansamlingar torrläggs. Hela populationen anses vara stabil. IUCN kategoriserar arten globalt som livskraftig.